# Romersk-katolska kyrkan i Finland
Romersk-katolska kyrkan i Finland är, under namnet Katolska kyrkan i Finland, ett registrerat kyrkosamfund med cirka 9 200 medlemmar, men fler än 10 000 personer deltar aktivt i kyrkans verksamhet. Samfundet är en lokalkyrka för Finland inom den världsvida Romersk-katolska kyrkan. Kyrkan är inte statskyrka i Finland, men är direkt underställd Vatikanen. Som skyddshelgon för kyrkan vördas Sankt Henrik. Samfundets språkrör är tidningen Fides.

## Romersk-katolska kyrkans historia i Finland efter reformationen

### 1800-talet
Romersk-katolska kyrkans verksamhet nådde en ny fas på 1800-talet då katolska församlingar började existera i Finland. En församling grundades redan 1799 i Viborg, som vid den här tidpunkten inte hörde till Sverige, utan till Ryssland. Så småningom kom församlingen att omfatta allt större områden, varför en ny församling grundades i Helsingfors år 1856. År 1860 blev den katolska kyrkan i Helsingfors färdig. Kyrkan helgades åt Sankt Henrik.

### 1900-talet
År 1903 blev en finskfödd man, Wilfrid von Christierson, för första gången sedan 1500-talet prästvigd i Paris. År 1955 grundades Helsingfors stift. En egen biskop (apostolisk vikarie) hade Finland dock haft sedan 1923, då landet var ett apostoliskt vikariat. År 1961 ägde den första katolska prästvigningen i Finland på 400 år rum. Martti Voutilainen blev prästvigd. De första Opus Dei-prästerna kom till landet år 1987. Påven Johannes Paulus II gjorde år 1989 ett besök i Finland.

## Organisation och församlingar
Romersk-katolska kyrkan i Finland består av blott ett stift, Helsingfors stift, som är indelat i sju församlingar. Som biskop i stiftet verkade åren 2000–2008 polacken Józef Wróbel. 2009 vigdes Teemu Sippo till ny biskop, den förste finskfödde biskopen i landet på flera hundra år. Ungefär hälften av de katolska prästerna i Finland är från Polen.

### Församlingarna
- Sankt Henriks katedralförsamling (Helsingfors), grundad 1856
- Sankta Maria församling (Helsingfors), grundad 1954
- Sankta Birgitta och Salige Hemmings församling (Åbo), grundad 1926
- Heliga korsets församling (Tammerfors), grundad 1957
- Sankt Olofs församling (Jyväskylä), grundad 1949
- Sankta Ursulas församling (Kouvola), grundad 1985
- Den Heliga familjen av Nasarets församling (Uleåborg), grundad 1992

## Karakteristika för romersk-katolska kyrkan i Finland
Romersk-katolska kyrkan i Finland är ett mycket internationellt samfund. Verksamheten i församlingarna bedrivs ofta på olika språk. Det stora flertalet av prästerna kommer från utlandet, även om många önskar sig flera finländska präster. Den nuvarande biskopen är dock finländare.
Katolska kyrkan i Finland är också mycket ekumenisk. Kyrkan är medlem i Ekumeniska Rådet i Finland.

## Biskopar i Helsingfors romersk-katolska stift
Före år 1955 var Finland ett så kallat apostoliskt vikariat mellan åren 1923 och 1955. Vikariatet leddes av en apostolisk vikarie som var titulärbiskop, men inte biskop över sitt vikariat.

### Apostoliska vikarier 1923-1955
- Mikael Buckx 1923–1933 (Titulärbiskop av Doliche)
- Gulielmus Cobben 1934–1955 (Titulärbiskop av Amathus in Palaestina)

### Biskopar av Helsingfors 1955-
- Gulielmus Cobben 1955–1967
- Paul Verschuren 1967–1998
- Józef Wróbel 2001–2008
- Teemu Sippo 2009–2019[1]
- Raimo Goyarrola Belda 2023-